# Rinko Kikuchi
Rinko Kikuchi (菊地 凛子 Kikuchi Rinko) (6 de gener de 1981) és una actriu de cinema japonesa. Ha participat en produccions com Pacific Rim, Mapa dels sons de Tòquio, Norwegian Wood, o Ningú vol la nit. Va ser nominada al Oscar a la millor actriu secundària i al Globus d'Or a la millor actriu de repartiment pel seu paper a Babel (2006) i va rebre el Independent Spirit a la millor actriu per Kumiko, the Treasure Hunter (2014).
Al llarg de la seva carrera també ha fet de model i ha participat en anuncis, principalment al Japó.

## Filmografia
- Ningú vol la nit (2015)
- Kumiko, the Treasure Hunter (2014)
- Pacific Rim (2013)
- 47 Ronin (2013)
- Norwegian Wood (2010)
- Shanghai (2010)
- Mapa dels sons de Tòquio (2009)
- The Sky Crawlers (2008)
- The Brothers Bloom (2008)
- Babel (2006)
- Warau Mikaeru (2006)
- Nice no mori: The First Contact (2006)
- Tagatameni (2005)
- Riyu (2004)
- Survive Style5+ (2004)
- 69 (sixty nine) (2004)
- Cha no Aji (2004)
- Tori (2004)
- 17 sai (2003)
- DRUG (2001)
- Sora no Ana (2001)
- Paradice (2001)
- Akai Shibafu (2000)
- Sanmon Yakusha (2000)
- Ikitai (1999)